# Apple Valley (Minnesota)
Apple Valley és una població dels Estats Units a l'estat de Minnesota. Segons el cens del 2000 tenia 45.527 habitants.

## Demografia
Segons el cens del 2000, Apple Valley tenia 45.527 habitants, 16.344 habitatges, i 12.405 famílies. La densitat de població era de 1.013,7 habitants per km².
Dels 16.344 habitatges en un 42,5% hi vivien nens de menys de 18 anys, en un 63,7% hi vivien parelles casades, en un 9% dones solteres, i en un 24,1% no eren unitats familiars. En el 19,3% dels habitatges hi vivien persones soles el 4% de les quals corresponia a persones de 65 anys o més que vivien soles. El nombre mitjà de persones vivint en cada habitatge era de 2,77 i el nombre mitjà de persones que vivien en cada família era de 3,21.
Per edats la població es repartia de la següent manera: un 29,7% tenia menys de 18 anys, un 7,2% entre 18 i 24, un 33,1% entre 25 i 44, un 24,4% de 45 a 60 i un 5,5% 65 anys o més.
L'edat mediana era de 34 anys. Per cada 100 dones de 18 o més anys hi havia 92,4 homes.
La renda mediana per habitatge era de 69.752 $ i la renda mediana per família de 79.335 $. Els homes tenien una renda mediana de 50.636 $ mentre que les dones 33.315 $. La renda per capita de la població era de 29.477 $. Entorn de l'1,1% de les famílies i el 2,1% de la població estaven per davall del llindar de pobresa.

## Poblacions més properes
El següent diagrama mostra les poblacions més properes.